# No Love (canción)
«No Love» es un sencillo del rapero Eminem junto con el rapero Lil Wayne. El día 28 de agosto de 2010, la revista Billboard anunció "No Love" será el tercer sencillo de Recovery. Fue lanzado a la radio el día 5 de octubre de 2010.

## Antecedentes
La canción es acerca de personas que han dejado a Eminem y a Lil Wayne en el pasado. La canción es una nueva versión diferente de la canción What is Love de Haddaway. Eminem declaró que la canción que hizo con Lil Wayne aparece en el álbum de Eminem Recovery después de que Eminem hiciera la canción "Drop the World", que apareció en el álbum de Lil Wayne Rebirth.

## Listas
| País (2010)                      | Mejor posición |
| -------------------------------- | -------------- |
| Canadá Hot 100                   | 49             |
| Alemania Alemania Black Chart    | 18             |
| Reino Unido UK Singles Chart     | 33             |
| Reino Unido UK R&B Chart         | 26             |
| Estados Unidos Billboard Hot 100 | 23             |